# Phoenicagrion
Phoenicagrion är ett släkte av trollsländor. Phoenicagrion ingår i familjen dammflicksländor.
Kladogram enligt Catalogue of Life:
| Phoenicagrion | \| \| Phoenicagrion flammeum \| \| \| \| \| \| Phoenicagrion paulsoni \| \| \| \| |
|               | \| \| Phoenicagrion flammeum \| \| \| \| \| \| Phoenicagrion paulsoni \| \| \| \| |
|               | Phoenicagrion flammeum                                                            |
|               |                                                                                   |
|               | Phoenicagrion paulsoni                                                            |
|               |                                                                                   |